# Maelbeek (stație de metrou din Bruxelles)
Maelbeek (ortografiat și Maalbeek) e o stație de metrou din Regiunea Bruxelles/Brussel, aflată pe cursul râului Maelbeek, dedesubtul Străzii Legii, în cartierul Maelbeek, lângă instituțiile europene. 
Stația de metro Maelbeek deservește liniile 1A și 1B, și a fost deschisă pe 20 decembrie 1969, drept linie pre-metrou. Pe 20 septembrie 1976 stația a fost pusă în funcțiune definitiv.
Proiectantul a fost Benoît Van Innis, iar arhitecții Henk De Smet și Paul Vermeulen.